# 534-й истребительный авиационный полк (первого формирования)
534-й истребительный авиационный полк (534-й иап) — воинская часть Военно-воздушных сил (ВВС) Вооружённых Сил РККА.

## Наименования полка
За весь период своего существования полк несколько раз менял своё наименование:
- 534-й истребительный авиационный полк
- 3-й истребительный авиационный полк (29.11.1944 г.)
- 3-й истребительный авиационный полк ПВО (05.05.1945 г.)
- 3-й истребительный авиационный полк (29.01.1952 г.)
- 3-й истребительно-бомбардировочный авиационный полк (01.09.1960 г.)
- 3-й авиационный полк истребителей-бомбардировщиков (11.11.1976 г.)
- 3-й бомбардировочный авиационный полк (01.08.1983 г.)
- Полевая почта 40440

## Создание полка
Полок сформирован как 534-й истребительный авиационный полк в период с 28 августа по 23 сентября 1941 года в ВВС Дальневосточного фронта на аэродроме Переяславка Хабаровского аэроузла на основе 4-й эскадрильи 18-го иап, 4-й аэ 60-го иап и 4-й аэ 307-го иап на самолётах И-153. Включён в состав 29-й истребительной авиадивизии ВВС ДВФ.

## Переименование полка
- 534-й истребительный авиационный полк переименован в 3-й истребительный авиационный полк 29 ноября 1944 года.
- 3-й истребительный авиационный полк 5 мая 1945 года был передан из 29-й иад 10-й воздушной армии Дальневосточного фронта в войска ПВО территории страны в состав 149-й иад ПВО и получил наименование 3-й истребительный авиационный полк ПВО[3]
- 3-й истребительный авиационный полк ПВО 29 января 1952 года вместе со 149-й иад ПВО был передан из войск ПВО в состав ВВС СССР и получил обратно наименование 3-й истребительный авиационный полк.
- В 1960 году в связи с созданием нового рода авиации 1 сентября 1960 года полк был преобразован в 3-й истребительно-бомбардировочный авиационный полк на самолётах МиГ-17 с последующим перевооружением на Су-7Б.
- 3-й истребительно-бомбардировочный авиационный полк 11 ноября 1976 года был переименован в 3-й авиационный полк истребителей-бомбардировщиков.
- 3-й авиационный полк истребителей-бомбардировщиков в декабре 1982 года получил самолёты-бомбардировщики Су-24 и в августе 1983 года получил наименование 3-й бомбардировочный авиационный полк.

## Командиры полка
- майор Ерёмин, Алексей Устинович, декабрь 1942 г.[4]
- майор Меняйло, Александр Михайлович, 02.12.1942 — 08.1945[5]

## В составе соединений и объединений
| Период        | Фронт (округ)         | армия                | дивизия                                 | примечание                    |
| ------------- | --------------------- | -------------------- | --------------------------------------- | ----------------------------- |
| 28.08.1941 г. | Дальневосточный фронт | ВВС фронта           |                                         | Переяславка, И-153            |
| 23.09.1941 г. | Дальневосточный фронт | 10-я воздушная армия | 29-я истребительная авиационная дивизия | И-153                         |
| 29.11.1944 г. | Дальневосточный фронт | 10-я воздушная армия | 29-я истребительная авиационная дивизия | И-153, переименован в 3-й иап |

## Самолёты на вооружении
| Период      | Самолёты |
| ----------- | -------- |
| 1941 — 1944 | И-153    |

## Базирование
| Период                  | Место базирования             |
| ----------------------- | ----------------------------- |
| 28.08.1941 — 12.07.1943 | Переяславка, Хабаровский край |
| 12.07.1943 — 29.11.1944 | Николаевка, Приморский край   |